# Fejes Zoltán (gitáros)
Fejes Zoltán (1969–) gitáros, zeneszerző.

## Pályafutása
15 évesen kezdett gitározni autodidakta módon. 1986 óta gitározik zenekarokban, sorrendben: Metal Corpus, Classica, Sámán, Ámen, K.O., Cornerstone Club. 
Országos ismertséget a neoklasszikus metalt játszó Classica zenekarban ért el, akikkel nagylemezszerződéshez is jutottak a Magyar Hanglemezgyártó Vállalattal, de sorkatonai behívójának és a rendszerváltásnak köszönhetően a megjelenés meghiúsult. A felvétel csak 2007-ben, egy antológia formájában jelent meg, két másik, későbbi lemez anyagával együtt. 
1988-ban Magyarországon járt a svéd Jerusalem nevű keresztény rock-zenekar, a Petőfi Csarnokban megrendezett koncertjükhöz őket kérték fel előzenekarnak. 1991-ben megnyerték Ausztriában a Duna Fesztivál első díját, a Duna-menti országok amatőr rockzenekarainak legjobbikaként. 
1991-ben Fejes Zoltán, a Classica második énekesével, Molics Zsolttal kivált a zenekarból és a már feloszlott Sámán zenekart keltették újra életre. Szintén elindultak egy osztrák tehetségkutató versenyen és 120 zenekarból az első 30-ba kerültek. De ez a felállás sem volt hosszú életű, három hónap után Fejes kiszállt a zenekarból.

## Visszatérése
Fejes kereszténységgel való kapcsolata egy kis híján tragikus eseménnyel kezdődött: egy nyaralás során majdnem vízbefúlt és életében először imádkozni kezdett, majd 1992. május 2-án keresztény hitre tért. Zenei pályafutását a Pajor Tamás által fémjelzett Ámen, valamint a Göndör Ádámmal közösen alapított Cornerstone Club zenekarokban, dalszerző gitárosként folytatta.

## Diszkográfia
- K. O. (Knock Out):  Túlerő (1996)
- Ámen: Eufória (1998)
- Classica – Classica (2007)
- Cornerstone Club: Született férjek (2011)
- Ámen: Fénykor (2015)

Közreműködött
- Friderika: Boldog vagyok (1998)
- Friderika: Kincs, ami van (1999)
- Friderika: Hazatalálsz (2001)
- Friderika: Gospel (2003)
- Friderika: Sáron rózsája (2006)
- Pajor Tamás: Jézus Krisztus szupersztráda (2007)
- Pajor Tamás: Önök érték (2009)
- Indul már a nép (2004)
- Sion dalai (2008)
- Vasárnap reggel (2009)
- Vidám Vasárnap 1. élő (2010)
- Vidám Vasárnap 2. élő (2010)
- Vidám Vasárnap 3. élő (2011)
- Vár az egész világ (2011)
- Pajor Tamás: Ámen Remix (2011)
- Pajor Tamás: A szemenszedett valóság (2011)
- Varga Szabolcs: Az idők változnak (2012)
- Kövesd a fényes csillagot (2013)
- Pajor Tamás: Összközmű (2014)
- És felzendül egy hang (2016)
- Varga Szabolcs: Vándor (2018)